# Ataun
Ataun – gmina w Hiszpanii, w prowincji Guipúzcoa, w Kraju Basków, o powierzchni 58,73 km². W 2011 roku gmina liczyła 1680 mieszkańców.